# Modzele-Gajówka
Modzele-Gajówka – osada leśna w Polsce położona w województwie mazowieckim, w powiecie płońskim, w gminie Nowe Miasto.